# Jigdral Yeshe Dorje
Düdjom Rinpoche Jigdral Yeshe Dorje (tib.: 'jigs bral ye shes rdo rje; * 10. Juni 1904 in Pema Ko; † 17. Januar 1987 im Département Dordogne) war neben Dilgo Khyentse Rinpoche ein bedeutender Linienhalter der Nyingma-Schule des tibetischen Buddhismus und war der wohl größte Gelehrte der Nyingma unserer Zeit.

## Biografie
Jigdral Yeshe Dorje gilt als direkte Inkarnation des Nyingma-Lamas Düdjom Lingpa (1835–1904). Nach der Überlieferung gilt er auch als Inkarnation von Sariputra, Buddhas bedeutendstem Schüler, dem Mahasiddha Saraha, dem Meister Krsnadhara und dem Mahasiddha Humkara. In Tibet soll er unter anderem im 8. Jahrhundert als Khyechung Lotsawa, einem Schüler Guru Rinpoches inkarniert gewesen sein. Er war zudem ein Schatzfinder von Guru Rinpoches im 8. Jahrhundert versteckten spirituellen Schätzen. Düdjom Rinpoche wurde auf Bitten des Dalai Lama von den verschiedenen Linienhaltern der Nyingma zum ersten „Oberhaupt der Nyingma“ gewählt. Viele bedeutende Nyingma-Lamas waren Schüler von Düdjom Rinpoche, darunter Chagdud Trülku, Gangteng Trülku, Chime Rigdzin Lama und Sogyal Rinpoche.